# 651370 Kolen
651370 Kolen è un asteroide della fascia principale. Scoperto nel 2012, presenta un'orbita caratterizzata da un semiasse maggiore pari a 3,059529 UA e da un'eccentricità di 0,159396, inclinata di 11,247466° rispetto all'eclittica.